# Mormodes ignea
Mormodes ignea är en orkidéart som beskrevs av John Lindley och Joseph Paxton. Mormodes ignea ingår i släktet Mormodes och familjen orkidéer. Inga underarter finns listade i Catalogue of Life.